# Castello del Dego
Il castello del Dego (o di Barberino) è un complesso fortificato che si trova nel comune di Bobbio in provincia di Piacenza.
La struttura è composta da due robuste torri, collegate internamente fra loro, e costruita in posizione elevata su uno sperone roccioso nella località Dego di fronte al Monte Barberino e al suo orrido sul fiume Trebbia, in posizione strategica per il controllo dell'accesso da Piacenza alla val Trebbia del caminus Genue, un tempo importante via di comunicazione con il Genovesato e quindi il mare.

## Storia
Nella località Dego sorse nel X secolo la cella monastica di Decus (termine, confine) di fronte al fiume Trebbia e al Monte Barberino (481 m s.l.m.), che fin dall'antichità romana segnava il confine dell'Emilia e della Contea di Bobbio con il Ducato di Parma e Piacenza; fino al 1923 quando anche Bobbio passa sotto Piacenza.
Il castello, denominato Castrum de Barbarino, è documentato nel 1207 come possedimento del Monastero bobiense come casa fortificata e dogana sulla vecchia strada, a sinistra del Trebbia, che da Bobbio conduce a Mezzano Scotti. In passato sulla sponda destra davanti a Barberino, in località Piancasale, vi era un secondo fortilizio sulla vecchia strada statale che valicava il passo Barberino; oggi di questo fortilizio abbandonato ne rimane traccia in un edificio privato. Le due fortificazioni avevano lo scopo di sorvegliare la zona di confine, in un punto strategico di restringimento della valle contraddistinto dall'Orrido di Barberino sotto l'omonimo monte.
La struttura attuale risale al 1564, data documentata in una pietra del portale di accesso. Il complesso passò alla famiglia nobiliare dei Monticelli e da questa ai Malaspina, attualmente ancora proprietari.